# Vessem
Vessem  (Brabants: Vèssum) is een dorp dat deel uitmaakt van de gemeente Eersel in de Nederlandse provincie Noord-Brabant, is gelegen in regio de Kempen en maakt onderdeel uit van de streek Acht Zaligheden.
De kern bevindt zich aan het riviertje de Kleine Beerze. Tot 1997 behoorde Vessem tot de gemeente Vessem, Wintelre en Knegsel. Vessem had in 2023 2.220 inwoners. In de nabije bossen bevindt zich het natuurreservaat Groot- en Kleinmeer.

## Buurtschappen
Veneind, Maaskant, Driehuizen, Hoogcasteren, Het Heike, Biezenheuvel, Braak, Rietven, Donk

## Geschiedenis
De eerste vermelding van Vessem is uit 1292. Toen verleende hertog Jan I van Brabant gemeenterechten aan de inwoners van Vessem en Wintelre. Opgravingen aan het Kerkplein toonden aan dat er in de 11e eeuw al boerderijen om de kerk gegroepeerd lagen. Geleidelijk aan ontstonden er, ten gevolge van ontginningen, ten noorden van het dorp nieuwe buurtschappen. Het oudste nog bestaande gebouw is de kerktoren, die uit de 15e eeuw stamt. De boerderij Maaskant 5 is de oudste nog bestaande boerderij.
In 1815 werd de gemeente Vessem, Wintelre en Knegsel gevormd, waarvan Vessem het centrum werd. Ook de notabelen zoals de dokter kwamen in Vessem wonen. De katholieken bouwden in 1850 een pastorie en in 1882 een nieuwe kerk, terwijl in 1898 een nieuw gemeentehuis werd gebouwd. De windmolen, door brand verwoest, werd herbouwd in 1893.
Van belang is waarnemend burgemeester Jan Smulders geweest, die van 1942-1944 waarnemend burgemeester van Vessem is geweest. Hij kwam om in een vernietigingskamp van de nazi's, terwijl Vessem al bevrijd was.
In 1985 werd een nieuw gemeentehuis geopend, wat echter niet lang dienst heeft gedaan omdat de gemeente in 1997 bij Eersel werd gevoegd.

## Bezienswaardigheden

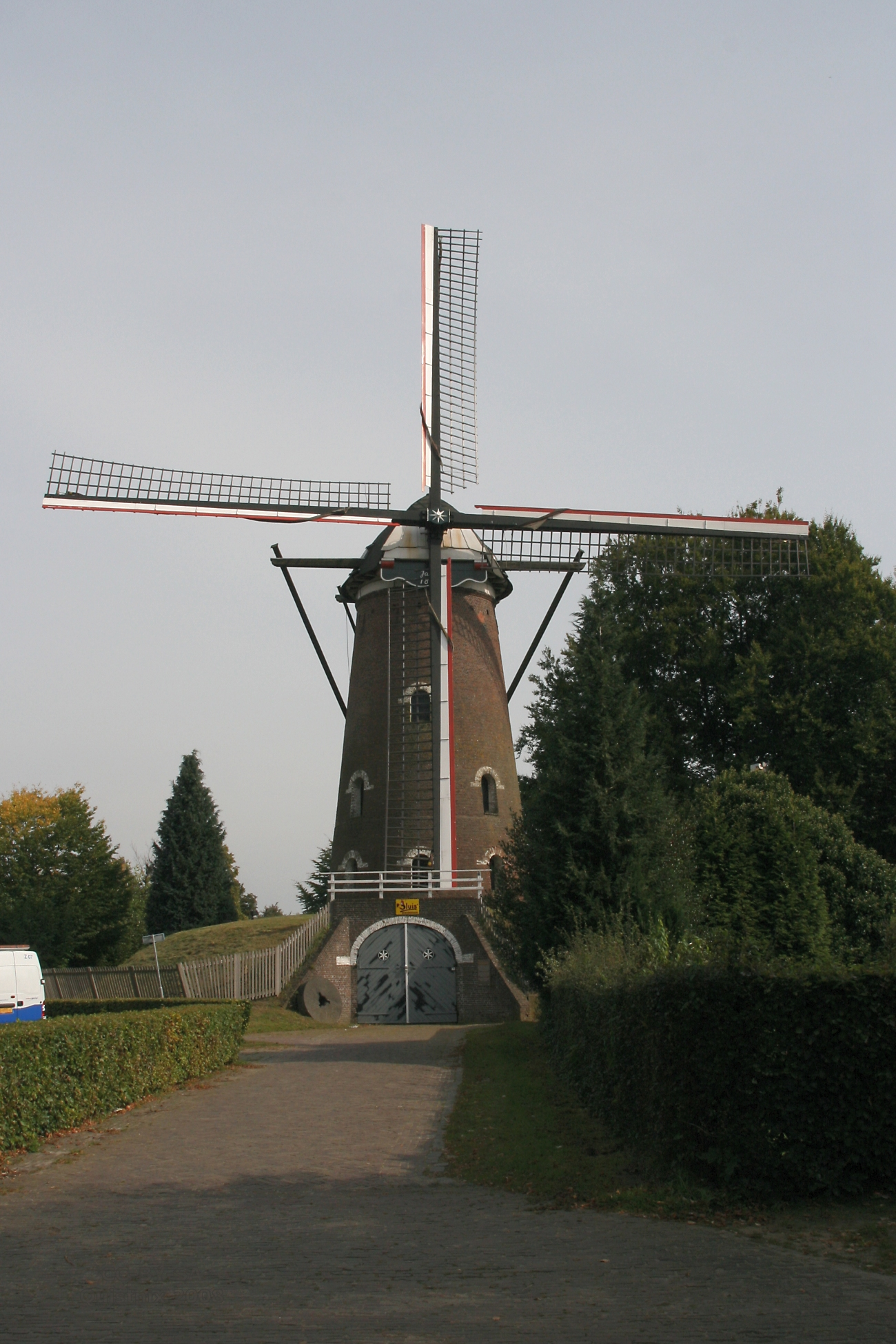
Molen Jacobus

Vessem is een rustig dorp met een groot rechthoekig grasveld als centraal dorpsplein. Hier ligt een aantal belangrijke gebouwen, maar ook daarbuiten vindt men een aantal belangwekkende zaken.
- Oude raadhuis uit 1898 met nog een herinneringssteen die de inhuldiging van Koningin Wilhelmina in datzelfde jaar herdenkt. Het is een symmetrisch wit gebouwtje met een trapgevel.
- Brouwerij 'De Leeuw'  is een fraai oud bakstenen fabrieksgebouwtje met schoorsteen, dat in 2008 werd gerestaureerd.
- Sint-Lambertuskerk uit 1882; het neogotisch schip is ontworpen door de Tilburgse architect H. Bekkers. Het schip is gebouwd op de fundamenten van de oude kerk, die toen gesloopt is. Na de buitenrestauratie in 2005, vond in 2009 een binnenrestauratie plaats. Hierbij zijn volstrekt unieke florale wand- en gewelfschilderingen gerestaureerd van Jos Lommen - een leerling van Pierre Cuypers - getekend door Lambert Heezenmans restauratiearchitect van de Sint-Jan. De kerk bezit een Loret orgel uit 1868 dat in 2009/2010 opnieuw werd gerestaureerd naar de oorspronkelijke mechanische werking. De toren van de kerk stamt uit de 15e eeuw en is uitgevoerd in Kempense gotiek met geledingen en spaarvelden die versierd zijn met boogfriezen. De kerk is omringd door een oude begraafplaats met een nog intacte 18e-eeuwse muur.
- De Molen Jacobus, de grootste korenmolen van Nederland.
- Mariakapel of Veldkapel Ons Moeder aan de Jan Smuldersstraat, waar de weg vanuit Wintelre binnenkomt. De kapel is gebouwd in 1997. Het is een rechthoekig bakstenen gebouwtje met driekantige apsis en een zadeldak waarop zich een dakruiter met klokje bevindt. Binnenin de kapel vinden we een fraai houten Mariabeeld en een viertal gebrandschilderde ramen die van 2004-2006 geplaatst zijn. Deze werden vervaardigd door Mirthe Sleper en Christien Naber. Ze verbeelden episoden uit het leven van Maria. In de kapel is een fraaie decoratie geschilderd, alsmede een sterrenhemel die geïnspireerd is op de gewelven van de 'Santa Maria in Sopra Minerva' te Rome.
- Enkele langgevelboerderijen en een woonhuis in de Servatiusstraat uit 1863.
- Enkele langgevelboerderijen in de buurtschappen Donk en Het Heike.

## Sint-Jacobsroute
Vessem wordt vaak aangedaan door pelgrims die onderweg zijn naar Santiago de Compostella. Ook aspirant-pelgrims zoeken hier vaak inspiratie en bezinning.
- De Jacobushoeve aan de Jan Smuldersstraat is een oude langgevelboerderij die is vernoemd naar Sint-Jacob. Het symbool van de pelgrimsroute naar Santiago de Compostella is hier aangebracht. Het is een cultureel en ontmoetingscentrum. Er is onder meer een heemkamer, een kringloopwinkel, een stiltecentrum en een tuin, die is vormgegeven naar een mandala. Hier is ook het Cruz de Ferro te vinden, gemodelleerd naar het Cruz de Ferro in Spanje, dat het hoogste punt van de pelgrimsroute markeert.
- Pelgrimshoeve 'Kafarnaüm'  is gelegen aan de Servatiusstraat. Hier kunnen groepen verblijven voor bezinningsweekenden en informatiebijeenkomsten betreffende de tocht naar Santiago.
- Het Pelgrimspad, een langeafstandswandelroute, maakt onderdeel uit van het netwerk van Sint-Jacobswegen en doet ook Vessem aan.

## Natuur en landschap
Vessem ligt te midden van een afwisselend landschap met stukken bos en open veld. Ten westen van het dorp stroomt de Kleine Beerze waaromheen het natuurgebied Dal van de Kleine Beerze is gelegen. Ten westen van de Kleine Beerze ligt een coulisselandschap waar in de 20e eeuw nog open heidegebied was. We vinden hier nog enkele heiderestanten waarin zich het Hoolven bevindt. Op de heide is nog klokjesgentiaan, kleine zonnedauw en witte snavelbies aan te treffen.
Ten noordoosten van het dorp liggen de bossen van de Buikheide die in het begin van de 20e eeuw zijn aangelegd. Het Groot- en Kleinmeer is een natuurreservaat binnen deze bossen, dat bij Wintelre hoort. Ten zuiden van Vessem ligt een landbouwgebied afgewisseld met enkele kleinere stukjes loofbos.
Er lopen vele wandel-, fiets- en ruiterroutes in de omgeving van Vessem.

## Evenementen
Jaarlijkse evenementen in Vessem zijn naast carnaval en de kermis ook een Trekker Trek, en iedere 2de zaterdag van juli vessems zomerfest

## Bekende (oud-)Vessemnaren
- Bertus Borgers, Nederlands muzikant
- Jacob van Oudenhoven, Nederlands gereformeerd predikant en historicus
- Jan Reker, voetbaltrainer
- Eveline Saalberg, atlete

## Trivia
- Tijdens Carnaval heet het dorp 'Struifdonk'.

## Naburige kernen
Hoogeloon, Middelbeers, Oostelbeers, Wintelre, Knegsel